# Polizeiruf 110: Gesichter im Zwielicht
Gesichter im Zwielicht ist ein deutscher Kriminalfilm von Manfred Mosblech aus dem Jahr 1973. Der Fernsehfilm erschien als 14. Folge der Filmreihe Polizeiruf 110.

## Handlung
Segeltrainer Bodo Jansen gibt bei der Polizei zu Protokoll, dass er seine Ehefrau Astrid erwürgt habe. Oberleutnant Peter Fuchs, Leutnant Vera Arndt und Polizeimeister Lutz Subras nehmen die Ermittlungen auf. Astrid hatte am Vortag bei einem Segelwettstreit den ersten Platz in der Klasse 2 belegt. Bodo missfiel ihr Segelstil, der genauso egoistisch wie Astrid selbst sei. Als ihm ein Freund anbot, sich bei ihm auszusprechen, lehnte Bodo dies jedoch ab.
Bodo hatte Astrid in zweiter Ehe geheiratet. Sie war deutlich jünger und viel extrovertierter als er. Sie hatte ihre Launen, die sie an ihm ausließ. Bodo hingegen wird von allen Zeugen als herzensguter Mann beschrieben und auch seine erste Ehefrau findet nur gute Worte für ihn. Sie kennt ihn schon aus der Schulzeit und in der Ehe gab es nie Ärger. Dadurch verlief sie sehr gleichförmig. Als Bodo Astrid kennenlernte, verließ seine erste Frau ihn, weil sie das Gefühl hatte, dass er Abwechslung brauchte. Bodo hatte deswegen ein schlechtes Gewissen. Aus erster Ehe hat Bodo seinen Sohn Detlef, der 17 Jahre alt ist. Mit Astrid bekam er ein zweites Kind, das Mädchen Mareike, das kaum das Schulalter erreicht hat.
Peter Fuchs und Vera Arndt glauben nicht, dass Bodo der Täter ist, auch wenn er auf seiner Täterschaft besteht. Niemand kann sich Bodo als Mörder vorstellen. Bodo selbst wirkt beim Verhör erschüttert und ihm wird schlecht, als Vera ihm die Tatspuren am Körper seiner Frau aus dem Protokoll vorliest. Bei den Vernehmungen kommen drei neue Punkte ans Licht: Detlef wollte seit mehreren Jahren Arzt werden, doch brachte ihn Astrid dazu, sich für eine Laufbahn als Pianist zu entscheiden. Er bestand die Aufnahmeprüfung in Berlin, doch reagierte Bodo wütend auf den Gesinnungswechsel des Sohnes, den er auf Astrids schlechten Einfluss, nicht jedoch auf wirkliches Wollen zurückführte. Astrid hatte seit einem halben Jahr ein Verhältnis zum Fischer Knud Hinrichs, von dem sie ihrem Ehemann kaltherzig berichtete. Bodo wiederum tat alles, um die Ehe nach außen hin harmonisch wirken zu lassen, ließ seine Frau jedoch fremdgehen, zumal er sich ihr seit dieser Zeit auch zunehmend entfremdete. Der dritte Punkt war die Tatnacht selbst. Schon beim Segelrennen war Mareike fiebrig. Bodo wollte deswegen die Teilnahme am Seglerball am Abend absagen, ging jedoch mit seiner Frau hin, als Detlef anbot, auf Mareike aufzupassen. Er rief gegen Mitternacht im Ballhaus an, da Mareikes Fieber stärker geworden war. Bodo kam sofort nach Hause und brachte Mareike ins Krankenhaus. Dort wurde festgestellt, dass Mareike wahrscheinlich Diphtherie hat. Astrid hingegen blieb auf dem Ball und amüsierte sich.
Bei den Ermittlern meldet sich Knud Hinrichs, der angibt, Astrid vom Ball abgeholt zu haben. Beide hätten dann eine Liebesnacht in der Hütte verbracht, in der später die tote Astrid aufgefunden wurde. Er habe das Gefühl gehabt, dass jemand um die Hütte herumschleiche, jedoch niemanden gesehen. Gegen 2:30 Uhr sei er gegangen. Beide haben an dem Abend Wodka getrunken. Das benutzte Glas fand sich jedoch abgewaschen im Schrank, obwohl es Knud auf dem Tisch zurückgelassen hatte. Der befragte Bodo gibt vor, nach dem Fund der Leiche ein Glas Wodka getrunken zu haben. Das abgewaschene Glas stellte er in den Schrank und nahm die Flasche mit. Es wird deutlich, dass er jemanden decken will. Vera Arndt sucht noch einmal Detlef auf und lässt die Schuhe und die Jacke untersuchen, die Detlef am Tatabend trug. Es finden sich Erdreste, die mit der Erde vor der Fischerhütte übereinstimmen. Feine Holzsplitter in der Jacke stammen ebenfalls von der Hütte.
Detlef gibt schließlich zu, Astrid getötet zu haben. Er hatte gesehen, wie hilflos Bodo im Umgang mit seiner Tochter war und war wütend, dass Astrid nicht mit nach Hause gekommen war. Als er sie vom Ball abholen wollte, war sie nach Augenzeugenberichten bereits mit einem fremden Mann gegangen. Er fand beide im Holzhaus beim Liebesspiel, wartete, bis Knud gegangen war und wollte Astrid anschließend zur Rede stellen. Sie jedoch verhöhnte ihn als Spanner und bezeichnete Bodo als Rentner und Versager und so erwürgte Detlef sie. Anschließend wartete er zuhause auf Bodo und gestand ihm die Tat. Er war erschüttert, dass Bodo wusste, dass seine Frau ihn betrog, und warf ihm vor, nie etwas gesagt zu haben. Bodo schickte ihn fort und nahm die Tat auf sich. Selbst als Peter Fuchs ihm nun sagt, dass Detlef der Täter ist, versucht er dies noch zu bestreiten. Erst als Detlef selbst ihm berichtet, die Tat gestanden zu haben, bricht Bodo zusammen. Detlef wird abgeführt.

## Produktion

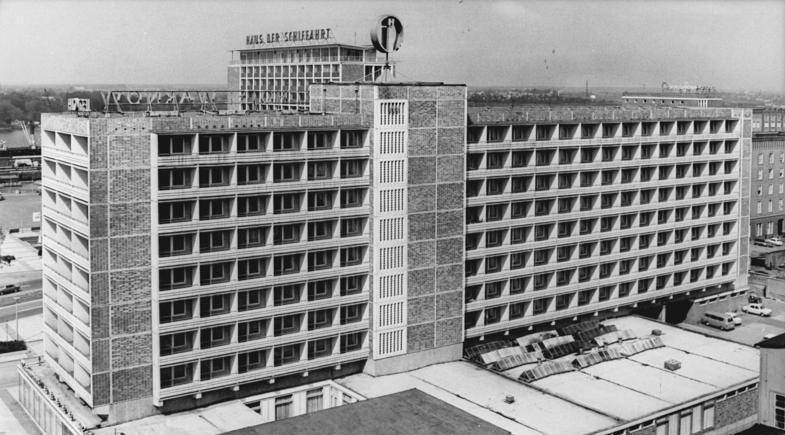
Das Hotel Warnow, ein Drehort des Films

Gesichter im Zwielicht wurde vom 15. November 1972 bis 15. Januar 1973 unter dem Arbeitstitel Die zertanzten Schuhe an der Ostseeküste gedreht. Peter Fuchs und Vera Arndt sind im Film im Hotel Warnow in Rostock untergebracht, das 2003 abgerissen wurde. Weitere Drehorte waren Altwarp, Bad Doberan, das Oderhaff, Stralsund und Umgebung sowie Ueckermünde.
Die Kostüme des Films schuf Ruth Karge, die Filmbauten stammen von Günter Broberg. Die Filmmusik von Hartmut Behrsing verwendet Motive von Ludwig van Beethovens Für Elise, das Detlef im Film auch selbst am Klavier spielt. Zudem ist ein Ausschnitt von Beethovens Mondscheinsonate zu hören, auf dem Seglerball spielt die Band My Bonnie und Fuchs und Arndt hören auf dem Schallplattenspieler eine Platte, die Michel Polnareffs Please Love Me spielt.
Der Film erlebte am 1. April 1973 im 1. Programm des Fernsehens der DDR seine Fernsehpremiere. Es war die 14. Folge der Filmreihe Polizeiruf 110. Oberleutnant Peter Fuchs und Leutnant Vera Arndt ermittelten in ihrem zwölften Fall, während Kriminalmeister Lutz Subras in seinem fünften Fall zu sehen war. Gesichter im Zwielicht war der erste Polizeiruf-110-Film in Farbe.

## Kritik
In Neues Deutschland vom 7. März 1973 erteilt Peter Berger dem Film eine insgesamt wohlwollende Kritik. Die Rekonstruktion des Ehealltages habe aber „unter einer gewissen Unverbindlichkeit der Milieuzeichnung und gesellschaftlicher Indifferenz der gezeigten Konflikte“ gelitten. „Die soziale und psychologische Vertiefung des Kriminalgeschehens ging unter diesen Voraussetzungen streckenweise recht mühsam vonstatten.“